# Pinnixa floridana
Pinnixa floridana är en kräftdjursart som beskrevs av M. J. Rathbun 1918. Pinnixa floridana ingår i släktet Pinnixa och familjen Pinnotheridae. Inga underarter finns listade i Catalogue of Life.